# Tatjana Michailowna Rjabuschinskaja

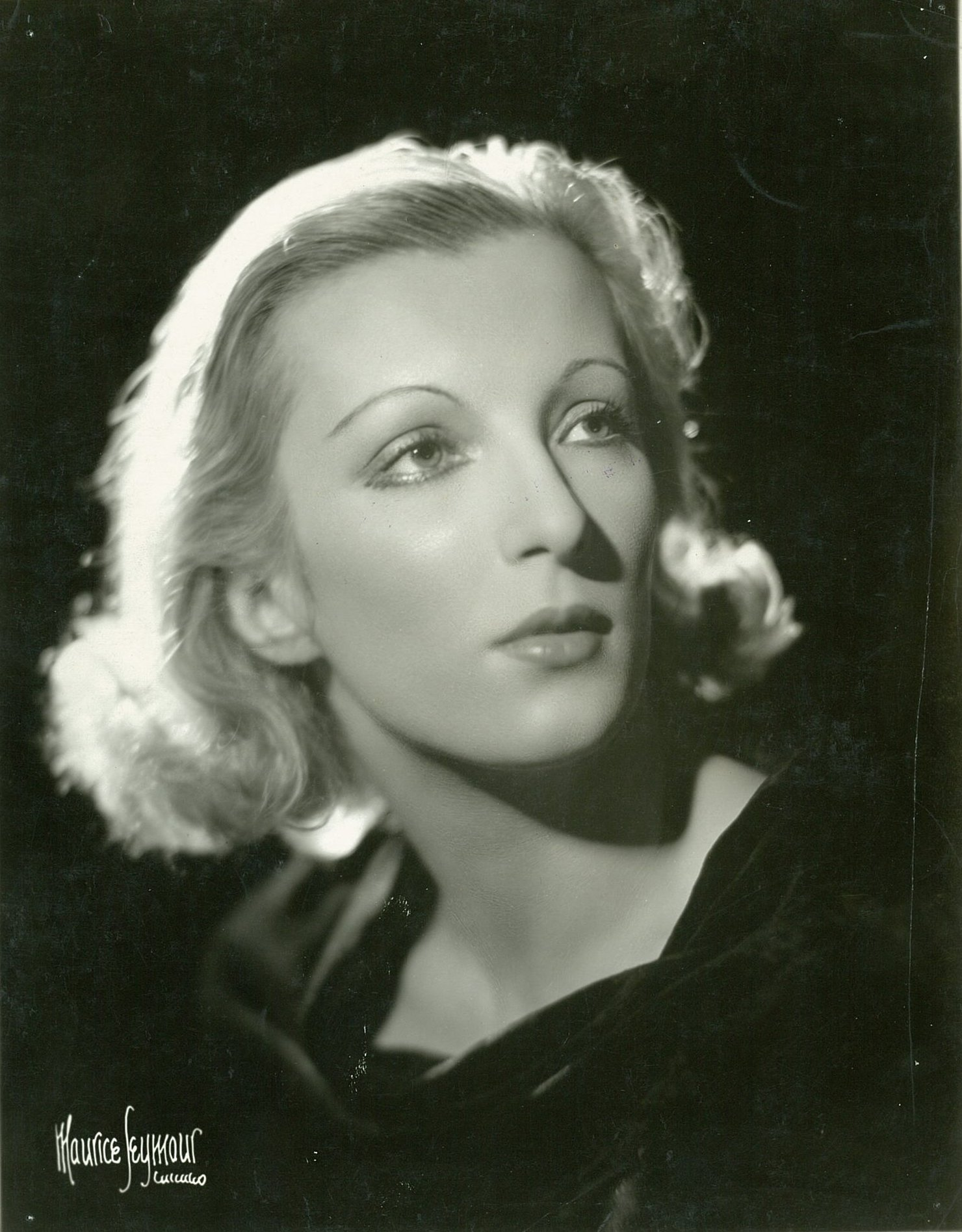
Tatiana Riabouchinska

Tatjana Michailowna Rjabuschinskaja (russisch Татьяна Михайловна Рябушинская/Tatjana Michailowna Rjabuschinskaja, meist Tatiana Riabouchinska geschrieben; * 23. Mai 1917 in Moskau; † 24. August 2000 in Los Angeles) war eine russische Balletttänzerin. 

## Leben und Karriere
Rjabuschinskaja war die Tochter des russischen Unternehmers und Mäzens Michail Pawlowitsch Rjabuschinski. Sie wurde 1931 von George Balanchine in einem Pariser Tanzstudio entdeckt und 1932 mit 15 Jahren bei den Ballets Russes de Monte Carlo engagiert. Rjabuschinskaja war eine der drei berühmten „Baby Ballerinas“ (zusammen mit Irina Baronova und Tamara Toumanova). Rjabuschinskaja blieb dem Ballett bis 1942 treu und tanzte in der Folgezeit weltweit als Gastballerina bei den großen Ensembles, z. B. dem Ballet Theatre, dem London Festival Ballet, dem Grand Ballet du Marquis de Cuevas und dem Teatro Colón in Buenos Aires.
1943 heiratete sie den Tänzer und Choreografen Davide Lichine. Rjabuschinskaja und Lichine wirkten an zwei großen Hollywoodproduktionen mit: Sie waren die Modelle für Hyacinth Hippo und Ben Ali Gator in Fantasia (1940) und die tanzenden Silhouetten in Make Mine Music (1946). In den 1950er Jahren gründeten Rjabuschinskaja und Lichine eine Tanzschule in Beverly Hills, in der sie Schauspieler und Tänzer trainierten. So trainierte Rjabuschinskaja Anne Bancroft für ihre Rolle als Primaballerina im Film The Turning Point. 
Rjabuschinskaja unterrichtete bis zum Tag ihres Todes an ihrem Studio in West Hollywood.